# 錫達縣 (密蘇里州)
錫達縣（英語：Cedar County）是美國密蘇里州西南部的一個縣。面積1,291平方公里。根據美國2000年人口普查，共有人口13,733人。縣治斯托克頓 (Stockton)。
成立於1845年2月14日。縣名來自同名的河，其所指為當地的雪松。